# Caraphractus cinctus
Caraphractus cinctus – gatunek błonkówki z rodziny rzęsikowatych. Jedyny znany gatunek monotypowego rodzaju Caraphractus.

## Opis
Ciało silnie zesklerotyzowane. Czułki u samców o biczyku złożonym z 11, a u samic z 6 członów. Stopy czteroczłonowe. Przednie scutellum tak szerokie jak długie, a tylne dwukrotnie szersze niż długie. Część metasomy za petiolusem silnie zwężona bocznie i opatrzona żeberkiem po stronie brzusznej.
Larwy pierwszego stadium są wydłużone i ruchliwe. U larw drugiego stadium pojawiają się płaty gębowe. Trzecie stadium cechuje się bezkształtnym i raczej przezroczystym ciałem. Ostatnie, czwarte stadium charakteryzuje się obecnością wyraźnych, nieprzejrzystych plamek na ścianie jelita środkowego. Plamki te złożone są z pojedynczych komórek zawierających kuliste złogi, będące prawdopodobnie produktami wydalania. Złogi te zostają później uwolnione w stadium poczwarki, by ostatecznie zostać wydalonymi wraz ze smółką owada dorosłego opuszczającego jajo gospodarza.

## Biologia i ekologia
Larwy tej bleskotki pasożytują w jajach owadów wodnych. Wśród ich gospodarzy wymienia się należące do rodziny pływakowatych chrząszcze: Agabus strumi, ruczajnika pospolitego, Colybestes, pływaka żółtobrzeżka, Hydroporus, Ilybius ater, Ilybius fuliginosus; należące do pluskwiaków różnoskrzydłych: nartnika Gerris remigis i pluskolce z rodzaju Notonecta oraz ważki z rodzajów Agrion (łątkowate) i Lestes (pałątkowate).
Skutki ich żerowania są różne w zależności od wieku jaj gospodarza. W przypadku świeżo złożonych jaj zjadana jest cała ich zawartość. W wypadku starszych jaj chrząszczy z rodzaju Agabus samica składa jaja do jelita środkowego zarodka gospodarza. Larwy rozwijają się w nim i ostatecznie twarde części ciała gospodarza wyglądają na nienaruszone. Z kolei gdy gospodarzem są starsze jaja pływaków z rodzaju Dytiscus pasożytnictwo rzadko kończy się sukcesem.
Owady te zimę spędzają w stanie diapauzy jako przedpoczwarki. W warunkach hodowlanych otrzymywano 4 do 6 pokoleń tej bleskotki rocznie. Rozrodczość w hodowli wynosiła 121 owadów dorosłych odchowanych od jednej samicy.

## Rozprzestrzenienie
Gatunek holarktyczny. Wykazany ze Stanów Zjednoczonych, Kanady (Terytorium Północne i Ontario), Irlandii, Wielkiej Brytanii, Szwecji, Danii, Finlandii, Niemiec i europejskiej części Rosji, w tym obwodu twerskiego, pskowskiego, moskiewskiego, Karelskiej ASRR i Sankt Petersburga.